# Salvatore Stornello
Salvatore Stornello (Ispica, 17 gennaio 1924 – 15 agosto 1997) è stato un politico italiano.

## Biografia
Consegue il diploma di Geometra presso Istituto d'Istruzione Superiore Giovanni Verga di Modica e successivamente lavora come impiegato del consorzio delle Paludi del comune di Ispica. Sin da giovanissimo interessato alla politica, decide di iscriversi nel Partito Socialista Italiano locale, diventandone punto di riferimento.
Alle elezioni amministrative del 1960, il consiglio comunale, risultando frammentato, non riesce ad esprimere un sindaco tra gli eletti. Stornello viene quindi nominato commissario straordinario dall'Assessore Regionale socialista Filippo Lentini, esercitando tale funzione dall'8 Agosto al 22 Dicembre 1961.

## Attività Politica

### Sindaco di Ispica
Diviene Sindaco di Ispica per la prima volta dal 1964 al 1967 con una maggioranza di sinistra composta dal PSI, dal PCI e dal PSDI.
Il 18 aprile 1967 viene però rinviato a giudizio e sospeso dalla funzione di sindaco a seguito di denuncia per calunnia presentata dal consigliere comunale prof. Zuccaro. Viene sostituito dal dott. Nello Tringali fino al 22 luglio 1968, data in cui Zuccaro ritira la denuncia facendo cadere l'accusa. Rimane alla guida del comune dal 1968 al 1982 per 5 mandati consecutivi anche grazie ai risultati elettorali del PSI alle amministrative del 1970 e del 1975. Nel 1982 si dimette per motivi personali e viene sostituito dal consigliere Tommaso Oddo fino al 3 luglio 1983, data in cui ritorna ad assumere la carica di Sindaco fino al 21 ottobre 1984.

### Deputato, assessore e vicepresidente della Regione Sicilia
Alle elezioni regionali del 20 giugno 1976, viene eletto Deputato della Regione Sicilia per il PSI per la prima volta riportando 9.142 voti di preferenza (VIII Legislatura). Viene riconfermato per altre due legislature riportando 13.557 voti di preferenza su 22.762 di lista (59,56%) alle elezioni regionali del 21 giugno 1981 (IX legislatura) e 13.778 voti di preferenza su 27.284 di lista (50,50%) alle elezioni regionali del 22 giugno 1986 (X Legislatura).
Viene nominato Assessore Regionale per la Cooperazione, il commercio, l'artigianato e la pesca durante il Governo D'acquisto (36º), Assessore Regionale per il territorio e l'ambiente durante il Governo Lo Giudice (37º), Assessore Regionale  per il territorio e l'ambiente e Vice-Presidente di Regione Siciliana durante il Governo Nicita (38º).

### Deputato nazionale
Viene eletto Deputato Nazionale nella XI legislatura aderendo al gruppo del Partito Socialista Italiano dal 30 aprile 1992 al 14 giugno 1993, passando nel maggio 1993 al gruppo Federalista Europeo.
Durante questo mandato è stato membro:
- dal 10 giugno 1992 al 19 novembre 1993 della V Commissione (Bilancio, Tesoro e Programmazione)
- dal 15 settembre 1992 al 17 maggio 1993 della Commissione parlamentare per il parere al governo sulla destinazione dei fondi per la ricostruzione del Belice;
- dal 19 novembre 1993 al 14 aprile 1994 della II Commissione (Giustizia).

È stato firmatario di 37 progetti di legge e di 22 atti di indirizzo e controllo (per tre di essi è stato primo firmatario).

### Procedimenti giudiziari
Nella notte del 6 gennaio 1984, durante il suo mandato come vicepresidente della regione Sicilia, viene arrestato nella sua abitazione di Ispica a seguito di accusa di corruzione per un appalto pubblico concesso al clan Pazienza-Giardili. Trascorre in carcere gli 8 giorni successivi, subendo poi un processo lungo 3 anni che si concluderà con l'assoluzione.